# Die Tribute von Panem – Mockingjay Teil 1
Die Tribute von Panem – Mockingjay Teil 1 (Originaltitel: The Hunger Games: Mockingjay – Part 1) ist ein US-amerikanischer Science-Fiction-Film aus dem Jahr 2014, der auf dem Buch Die Tribute von Panem – Flammender Zorn von Suzanne Collins basiert. Es ist der dritte von vier Filmen und Nachfolger von Die Tribute von Panem – The Hunger Games und Die Tribute von Panem – Catching Fire. Der Film wurde von Lionsgate produziert, Francis Lawrence führte Regie, das Drehbuch stammt von Danny Strong. Der Film hatte am 10. November 2014 seine Weltpremiere in London. In den deutschen Kinos startete er am 20. November 2014. Am 19. November 2015 wurde die Fortsetzung Die Tribute von Panem – Mockingjay Teil 2 veröffentlicht.

## Handlung
Katniss Everdeen, Finnick Odair und der Ingenieur Beetee wurden von den Rebellen, darunter Spielmacher Plutarch Heavensbee und Haymitch Abernathy, aus der Arena der 75. Hungerspiele gerettet und in den unterirdischen Distrikt 13 gebracht. Dort befinden sich auch die wenigen Überlebenden des Bombenangriffs auf Distrikt 12, darunter Katniss’ Schwester Prim und ihre Mutter, die mit Gale in die Wälder flohen. Plutarch Heavensbee fungiert in Distrikt 13 als Berater der Präsidentin Alma Coin, während Beetee Waffen entwickelt. Unter den Gefangenen des Kapitols hingegen sind Peeta, Johanna Mason und Finnicks Geliebte Annie Cresta.
Präsidentin Coin bittet Katniss, sich für den Aufstand der Distrikte in der Symbolfigur des „Spotttölpels“ (Mockingjay) starkzumachen. Bereits sieben Distrikte hätten sich gegen das Kapitol erhoben. Katniss lehnt zunächst ab. Auf Heavensbees Vorschlag wird Katniss in Begleitung von Gale und Oberst Boggs zu den Ruinen von Distrikt 12 geflogen. Katniss findet sämtliche Häuser in Trümmern und eine Vielzahl unbestatteter Leichen vor. Katniss’ Haus im außerhalb gelegenen Dorf der Sieger ist unbeschädigt, von dort nimmt sie verschiedene persönliche Gegenstände und Prims Kater Butterblume mit. Mit Entsetzen stellt Katniss dabei fest, dass sich in einer Vase voller verwelkter Blumen eine frische weiße Rose, ein Erkennungszeichen von Präsident Snow, befindet.
Präsident Snow hält im Fernsehen eine Ansprache an das Volk, in der er die Taten der Rebellen (er nennt sie „Radikale“) aufs Schärfste verurteilt, jegliche Verwendung des Spotttölpel-Symbols unter Todesstrafe stellt und gnadenlose Vergeltung für jedwede weitere Zuwiderhandlung ankündigt. Während der Ansprache werden in jedem Distrikt mehrere Gefangene vor den Augen der Einwohner hingerichtet. Später sendet das Kapitol ein Interview Caesar Flickermans mit Peeta. Dieser bringt sein Unverständnis über die den Frieden bedrohenden Rebellen zum Ausdruck, nimmt Katniss, die von nichts gewusst habe, in Schutz und ruft zum Schluss zum Waffenstillstand auf. Für die Bewohner von Distrikt 13 gilt Peeta von nun an als Verräter.
In Sorge um Peeta stellt Katniss sich als Spotttölpel zur Verfügung, unter der Bedingung, dass Präsidentin Coin alle Anstrengungen zur Rettung Peetas, Johannas und Annies aus dem Kapitol unternimmt und ihnen Straffreiheit gewährt. Präsidentin Coin lehnt zunächst unter Berufung auf die demokratischen Prinzipien ihrer Gesellschaft ab, wird durch Katniss’ Unbeirrbarkeit und Heavensbees Ratschläge jedoch zur Zustimmung gedrängt und verkündet vor den versammelten Bewohnern des Distrikts den Abschluss der Vereinbarung.
Unter Heavensbees Leitung werden die Vorbereitungen für den Dreh von Rebellen-Propagandaspots, genannt „Propos“, getroffen. Effie Trinket, die ebenfalls aus dem Kapitol mitgenommen wurde, zeigt Katniss die Entwürfe, die der tote Cinna für das Spotttölpel-Kostüm hinterlassen hat; dieses trägt Katniss von nun an in der Öffentlichkeit. Nachdem die ersten Versuche, die Propos im Studio zu arrangieren, kein überzeugendes Ergebnis liefern, kommt man auf Anraten Haymitchs überein, Katniss ins Kampfgebiet von Distrikt 8 zu fliegen und vor Ort zu filmen. Dort angekommen, besucht Katniss in Begleitung von Gale, Oberst Boggs und ihrem Kamerateam um Regisseurin Cressida ein Behelfs-Lazarett. Angesichts der Stimmung unter den Verwundeten verspricht Katniss, sich am Kampf gegen das Kapitol zu beteiligen. In der Zwischenzeit erfährt Snow von ihrer Anwesenheit in Distrikt 8 und befiehlt, das Lazarett zu bombardieren. Anstatt sich in den Schutz des Bunkers zurückzuziehen, stürzt sich Katniss mit Gale ins Gefecht und mit den Spezialwaffen Beetees gelingt es ihnen, zwei Hovercrafts des Kapitols abzuschießen. Das Lazarett allerdings ist restlos zerstört und alle Verwundeten sind tot. Katniss ruft daraufhin eine wütende Kampfansage gegen Präsident Snow in die Kameras. Nach der Rückkehr nach Distrikt 13 kann Beetee diesen ersten Propo in alle Sendenetze einspeisen. Peeta spricht sich unterdessen bei Caesar Flickerman als Aushängeschild des Kapitols ein weiteres Mal gegen die Rebellen aus.
Die Rebellen drehen ihren nächsten Propo im zerbombten Distrikt 12, wo Gale erzählt, was geschehen ist, und wie er 915 von 10.000 Einwohnern des Distrikts retten konnte. Katniss singt das Lied vom Henkersbaum, welches wieder in alle Distrikte gesendet wird und weitere Akte der Rebellion nach sich zieht. In Distrikt 7 locken die Bewohner eine Gruppe Friedenswächter in eine Sprengfalle und in Distrikt 5 stürmen die Einwohner unter schweren Verlusten ein Wasserkraftwerk und sprengen die Staumauer, woraufhin im gesamten Kapitol der Strom ausfällt. Beim nächsten Fernsehauftritt Peetas gelingt es Beetee, die Sendung mit Aufnahmen von Katniss zu unterbrechen, da das Sicherheitssystem des Kapitols durch die mangelnde Stromversorgung nicht mehr voll funktionsfähig ist. Peeta scheint Katniss zu sehen und stößt unter großen Mühen eine Warnung vor einem Angriff auf Distrikt 13 hervor, bevor das Bild abgebrochen wird. Coin lässt die Einwohner von Distrikt 13 in die unteren Ebenen evakuieren. Tatsächlich greifen mehrere Bombergeschwader des Kapitols nun Distrikt 13 direkt an.
Als die Bomber wieder weg sind, zeigt sich, dass Peetas Warnung ausreichend Zeitgewinn brachte, so dass es keine Verluste zu beklagen gibt. Präsidentin Coin schickt ein Spezialkommando, darunter Gale und Oberst Boggs, ins Kapitol, um Peeta und die anderen Gefangenen zu befreien, die dort im ehemaligen Trainingszentrum der Tribute festgehalten werden. Während Finnick ein Live-Propo einspricht, welches von Beetee mit einem Störsignal versehen wird, das die auf Notstrom laufenden Sendenetze des Kapitols lahmlegen soll, kann das Kommando ins Trainingszentrum eindringen. Als das Kapitol die Stromversorgung wiederherstellen kann, versucht Katniss durch eine Livebotschaft, Präsident Snow von der Befreiungsaktion abzulenken. Dieser gibt ihr jedoch schließlich zu verstehen, dass er über die geplante Rettungsaktion im Bilde ist, und kappt die Verbindung. In Distrikt 13 wähnt man das Kommando daraufhin verloren.
Wider Erwarten kehrt das Kommando unbeschadet zurück, zusammen mit Peeta, Johanna und Annie. Gale deutet an, dass das Kapitol sie offenbar habe entkommen lassen. Als Katniss sich Peeta nähert, stürzt sich dieser unerwartet auf sie und versucht, sie zu erwürgen. Im letzten Moment kann Oberst Boggs Peeta niederschlagen. Es stellt sich heraus, dass Peeta im Kapitol durch psychische Folter so manipuliert wurde, dass er Katniss als Bedrohung wahrnimmt und sie angreift. Präsidentin Coin verkündet in einer Rede den Erfolg der Befreiungsmission und kündigt einen Angriff mit Bodentruppen auf die größte Festung des Kapitols in Distrikt 2 an. Währenddessen sieht Katniss Peeta allein in einem hellerleuchteten Raum, wo er an ein Krankenbett gefesselt ist und sich mit schmerzverzerrtem Gesicht aufbäumt.

## Produktion

### Produktionsvorbereitung
Lionsgate gab am 10. Juli 2012 bekannt, dass der dritte Teil der Reihe Flammender Zorn in zwei Filme gesplittet wird, wobei der Kinostart des ersten Teils für den 20. November 2014 und der des zweiten für den 20. November 2015 geplant wurde. Im November 2012 wurde bestätigt, dass Francis Lawrence im dritten und vierten Teil wieder die Regie übernehmen soll. Danny Strong wurde im Dezember 2012 als Drehbuchautor engagiert. Im November 2013 wurde Peter Craig für Überarbeitungen am Drehbuch eingestellt.

### Casting
Die meisten Darsteller aus Die Tribute von Panem – Catching Fire sind auch im dritten Teil zu sehen. Jennifer Lawrence, Josh Hutcherson, Liam Hemsworth, Woody Harrelson, Elizabeth Banks, Jeffrey Wright, Donald Sutherland, Stanley Tucci, Jena Malone, Meta Golding, Willow Shields, Paula Malcomson und Sam Claflin nehmen ihre Rollen aus den vorherigen Filmen wieder auf. Eine der ersten neuen Rollen ging am 22. August 2013 an Natalie Dormer, die die Rolle der Cressida übernahm. Stef Dawson wurde am 26. August 2013 für die Rolle der Annie Cresta, die große Liebe von Finnick Odair, gecastet. Am selben Tag wurde auch die Verpflichtung von Evan Ross als Messalla, einem Stylisten und Crewmitglied der Regisseurin Cressida, bekannt. Im September 2013 wurde offiziell bestätigt, dass Julianne Moore die Rolle der Präsidentin Alma Coin übernehmen soll. Ebenfalls im September wurde Lily Rabe für die Rolle der Commander Lyme gecastet. Im weiteren Verlauf des Monats wurden noch Patina Miller, Mahershala Ali, Wes Chatham und Elden Henson verpflichtet. Mitte Dezember 2013 gab Lionsgate bekannt, dass in den letzten beiden Teilen eine neue Figur namens Antonius eingeführt werden soll, die es in den Romanvorlagen nicht gibt. Bei der Figur handelt es sich um einen Minister des Präsidenten Snow. Die Rolle wurde von Robert Knepper übernommen.

### Dreharbeiten
Die Dreharbeiten begannen am 23. September 2013, wobei Teil 1 und Teil 2 direkt nacheinander gedreht wurden. Gedreht wurde unter anderem in Rockmart, Georgia. Im November 2013 wurden die Dreharbeiten für Promotion von Catching Fire unterbrochen. Sie wurden am 2. Dezember 2013 am Atlanta Marriott Marquis wieder aufgenommen.
Das deutsche Filmstudio Babelsberg ist Koproduzent. Daher fanden zahlreiche Dreharbeiten 2014 in Deutschland statt, nachdem die Vorbereitungen bereits im November des Vorjahres begonnen hatten. So wurde im Mai und Juni 2014 in Kulissen der Ateliers von Studio Babelsberg, Potsdam gedreht. Weitere Drehorte befanden sich u. a. am Messegelände und dem ehemaligen Flughafen Tempelhof in Berlin, in einem ehemaligen Chemiewerk im brandenburgischen Rüdersdorf, sowie in der Altstadt von Potsdam.
Philip Seymour Hoffman (Plutarch Heavensbee) starb am 2. Februar 2014 in New York. Laut Lionsgate-Stellungnahmen waren zu diesem Zeitpunkt schon all seine Szenen für den Film abgedreht; lediglich eine Szene für Mockingjay Teil 2 habe noch gefehlt, die man zuerst digital nachstellen wollte. Stattdessen wurde aber diese Szene für die Rolle des Haymitch Abernathy, gespielt von Woody Harrelson, umgeschrieben. Der Film ist Hoffman gewidmet.

## Besetzung und Synchronisation
| Schauspieler           | Rolle                    | Synchronsprecher   |
| ---------------------- | ------------------------ | ------------------ |
| Jennifer Lawrence      | Katniss Everdeen         | Maria Koschny      |
| Josh Hutcherson        | Peeta Mellark            | Ricardo Richter    |
| Liam Hemsworth         | Gale Hawthorne           | Leonhard Mahlich   |
| Woody Harrelson        | Haymitch Abernathy       | Thomas Nero Wolff  |
| Elizabeth Banks        | Effie Trinket            | Cathlen Gawlich    |
| Sam Claflin            | Finnick Odair            | Patrick Roche      |
| Jena Malone            | Johanna Mason            | Janin Stenzel      |
| Jeffrey Wright         | Beetee                   | Olaf Reichmann     |
| Philip Seymour Hoffman | Plutarch Heavensbee      | Oliver Stritzel    |
| Julianne Moore         | Präsidentin Alma Coin    | Petra Barthel      |
| Donald Sutherland      | Präsident Snow           | Jürgen Kluckert    |
| Natalie Dormer         | Cressida                 | Marieke Oeffinger  |
| Sarita Choudhury       | Egeria                   | Dana Friedrich     |
| Stanley Tucci          | Caesar Flickerman        | Lutz Mackensy      |
| Willow Shields         | Primrose „Prim“ Everdeen | Valentina Bonalana |
| Paula Malcomson        | Mrs. Everdeen            | Silke Matthias     |
| Stef Dawson            | Annie Cresta             | Verena Mehnert     |

## Soundtrack
Der Soundtrack stammt wie schon bei den beiden vorhergehenden Teilen von James Newton Howard. Besonders erfolgreich war The Hanging Tree, das Lied vom Henkersbaum, das von Schauspielerin Jennifer Lawrence selbst gesungen wird. Nach Filmstart erlebte es eine große Nachfrage in den Downloadshops und erreichte in vielen Ländern hohe Chartplatzierungen. In Österreich und Deutschland war es sogar ein Nummer-eins-Hit.
Auch Yellow Flicker Beat von Lorde schaffte im Januar 2015 den Sprung in die Charts der deutschsprachigen Länder.
Der Soundtrack hat folgende Titelliste:
1. Stromae feat. Lorde, Pusha T, Q-Tip, & Haim – Meltdown
2. Chvrches – Dead Air
3. Tove Lo – Scream My Name
4. Charli XCX feat. Simon Le Bon – Kingdom
5. Major Lazer feat. Ariana Grande – All My Love
6. Raury – Lost Souls
7. Lorde – Yellow Flicker Beat
8. Tinashé – The Leap
9. Bat for Lashes – Plan The Escape
10. Grace Jones – Original Beast
11. Lorde – Flicker (Kanye West Rework)
12. XOV – Animal
13. The Chemical Brothers feat. Miguel & Lorde – This Is Not A Game
14. Lorde – Ladder Song

Jennifer Lawrence’ The Hanging Tree befindet sich lediglich auf dem Original Motion Picture Score, auf dem auch weitere Instrumental-Stücke aus dem Film zu finden sind.

## Kritiken
In der deutschen Filmzeitschrift epd Film vergibt Martin Schwickert 4 von 5 Sternen. Im dritten Teil des Young Adult-Franchise um die Mädchenheldin Katniss gehe es nicht mehr „um das zynische Medienereignis der ‚Hungerspiele‘, sondern um die Revolution und ihren Preis“. Der Film bewahre, was die Vorlage von Suzanne Collins auszeichne: den tief in die weibliche Hauptfigur eingeschriebenen „Zweifel und das Reflexionsvermögen“. Der Film nehme das junge Publikum ernst.
Andreas Kilb kritisiert in der FAZ die Aufteilung des dritten Bandes in zwei Filme: Teil 1 führe zu keinem Abschluss, ja nicht einmal zu einem Zwischenergebnis. Das entscheidende Duell – die Konfrontation zwischen Katniss und Snow – werde „hundert Minuten lang verschoben“. Deshalb wirke der Film „wie ein Podest für den letzten Teil der Saga“. Jennifer Lawrence’ Katniss sei allerdings unter den „Heldinnen auf dem heutigen Bildermarkt (…) die heutigste, alltäglichste und zugleich in ihrem Opfermut unfassbarste“. Die stärksten Momente habe der Film dann, wenn er die Ausbreitung des Aufstands zeige: Dann sei die an Metropolis und Brazil erinnernde „aktualisierte Ästhetik (…) mit dem Pathos von 1984 unterlegt“.
Fritz Göttler stellt in der Süddeutschen Zeitung fest, dass mit „Mockingjay“ die Panem-Serie „stillschweigend das Genre gewechselt“ habe: Sie sei erwachsen geworden. „Dies ist ein Kriegsfilm, der nicht die Perspektive der Krieger einnimmt, in der Kanzel eines Kampfbombers, sondern ganz unten bleibt (…) Ein Film über die Machinationen von Politik und Herrschaft (…)“ „Mockingjay“ mache das Kino jedoch nicht zur moralischen Anstalt, sondern bleibe „angenehm distanziert und subversiv“.
Für den Focus ist der Film „ein typischer Zwischenteil (…) Die tatsächliche Handlung ließe sich – anstatt in 120 Minuten – auch in einer halben Stunde erzählen“. Eine wirkliche Handlung fehle, Action-Szenen, spektakuläre Arena-Kämpfe wie in den ersten beiden Teilen und „unerwartete Wendungen“ seien rar. „Die Macher geben sich leider wenig Mühe, ‚Panem‘-Neueinsteiger von der eigentlich politisch so interessanten Story zu begeistern.“ Schauspielerische Leistung, Kameraführung und Filmmusik seien „cineastischer Durchschnitt“. Für Fans sei der Film gleichwohl ein Muss, „da er sich voll und ganz der inneren Zerissenheit seiner Heldin widmet“.
Für Rüdiger Suchsland vom Heise-Online-Magazin Telepolis ist der Anfang des Films für jemanden, der die zwei Vorgänger nicht kenne, nur schwer verständlich. In Teilen sei der Streifen ein „dumpfer Kriegsfilm (…) mit mehr als einem Hauch von ‚Dune‘“. Gleichwohl brauche er den Vergleich zum „meist seichten Fantasy-Durchschnitt, zum blutleeren ‚Twilight‘ oder zum schwerblütig-reaktionären ‚Herr der Ringe‘“ nicht scheuen. Er sei „hervorragendes Fantasy-Kino“. Mockingjay Teil 1 halte sich an die Bestsellervorlage, sei keine „ewige Wiederkehr des Immergleichen“, sei anspruchsvoll und besitze Tiefgang. Es sei der düsterste Film der Trilogie. Wenn „Panem“ insgesamt vom Erwachsenwerden erzähle, stehe Teil 3 nun „für die Phase des Erwachens aus allen Träumen“. Die Hauptfigur gleiche diesmal einer modernen Jeanne d’Arc: „Sie kann und will nicht davonlaufen, sie blickt ihrem Schicksal ins Gesicht.“ Die Botschaft des Films sei, allem Gruppenzwang gegenüber skeptisch zu bleiben und notfalls Widerstand zu leisten. Der „Kampf des Einzelnen gegen das System“ …

## Finanzieller Erfolg
Die Tribute von Panem – Mockingjay Teil 1 hat in den Vereinigten Staaten von allen 2014 in die Kinos gebrachten Produktionen insgesamt den größten Umsatz an den Kinokassen erzielt. Insgesamt spielte der Film seit der Veröffentlichung über 337 Millionen US-Dollar ein (Stand 4. Oktober 2019). Weltweit liegt das Ergebnis insgesamt bei mehr als 755 Millionen Dollar.

## Fortsetzung
Kinostart für die Fortsetzung Die Tribute von Panem – Mockingjay Teil 2 war in Deutschland am 19. November sowie in den USA am 20. November 2015. Die Fortsetzung ist in 3D und IMAX 3D im Kino zu sehen, die stereoskopische Fassung wurde nachträglich in 3D konvertiert.

## Auszeichnungen
- Nickelodeon Kids’ Choice Awards 2015 (Favourite Movie)
- Teen Choice Awards 2015
  - Sci-Fi/Fantasy Movie
  - Sci-Fi/Fantasy Actor: Josh Hutcherson
  - Sci-Fi/Fantasy Actress: Jennifer Lawrence